# Philippinacridium
Philippinacridium is een geslacht van rechtvleugeligen uit de familie Chorotypidae. De wetenschappelijke naam van dit geslacht is voor het eerst geldig gepubliceerd in 1974 door Descamps.

## Soorten
Het geslacht Philippinacridium omvat de volgende soorten:
- Philippinacridium brachypterum Descamps, 1974
- Philippinacridium lobatum Descamps, 1974
- Philippinacridium palawanensis Bolívar, 1931